# Jacob ben Abraham Kahana
Jacob ben Abraham Kahana, in ebraico יעקב בן אברהם כהנא‎? (Kėdainiai, ... – Vilna, 1826), rabbino ebreo talmudista, commentatore del Talmud di Gerusalemme (Yerushalmi).

## Biografia
Suo padre fu rabbino della comunità ebraica di Vjalikaja Berastavica, nel governatorato di Grodno. Jacob era il genero di Rabbi Issachar di Vilna, fratello del Gaon di Vilna. Visse con suo suocero e fu da lui assistito finanziariamente per molti anni, così da essere in grado di dedicarsi completamente allo studio della Legge ebraica; divenne infatti uno dei principali esperti talmudici di Vilnius. Dopo la morte di Issachar, Jacob fu nominato amministratore fiduciario delle organizzazioni caritatevoli della città.
Jacob fu l'autore di Shittot, un commentario del Trattato Eruvin. L'opera è suddivisa in tre parti, la prima consistente di novellæ sulla Ghemara, la seconda di novellæ sulle Tosefta, la terza di novellæ corrispondenti ai trattati del Talmud di Gerusalemme. Il manoscritto fu revisionato e l'opera pubblicata a Leopoli nel 1863, da Raphael Nathan Rabbinowicz.